# Catió
Catió è un settore della Guinea-Bissau, capoluogo della regione di Tombali.